# Due cuori, una cappella
Due cuori, una cappella è un film commedia italiano del 1975, diretto da Maurizio Lucidi ed interpretato da Renato Pozzetto, Agostina Belli e Aldo Maccione. È il debutto cinematografico di Massimo Boldi.

## Trama
Aristide riceve in eredità dalla madre usuraia Cecilia una grande quantità di gioielli, ma quando incontra al cimitero Claudia la sua vita cambia inaspettatamente. Claudia è orfana, inizialmente timida e titubante ai fallimentari approcci di Aristide, ma ben presto si lascia coinvolgere per avere un compagno che le stia accanto, almeno così pare. Proprio però quando Claudia e Aristide sembrano essere felici insieme, arriva a casa loro Victor, marito di Claudia, che pretende di rimanere a vivere con loro per rimettersi economicamente dopo la detenzione, in quanto delinquente abituale. Il piano di Victor si concretizza in un rapimento a scopo d'estorsione, ma a causa d'uno scambio di persona, il progetto sfuma e, per non suscitare l'ira di Victor (ignaro dell'errore), Aristide rimedia trovando un'alternativa fittizia, barattando il riscatto con i gioielli ereditati. Quando pare che termini l'incubo causato dal malvivente, Aristide scopre il raggiro di Claudia (in realtà una prostituta) e Victor, che erano già d'accordo per sottrargli tutta l'eredità; ma lui, avendo ereditato anche l'astuzia della madre, riesce a restituire pan per focaccia a tutti, compresa Speranza, una vicina di casa dall'aspetto modesto, la cui madre mirava all'eredità di Aristide per sistemare al meglio la figlia.